# Pronophila ochus
Pronophila ochus är en fjärilsart som beskrevs av William Chapman Hewitson 1851. Pronophila ochus ingår i släktet Pronophila och familjen praktfjärilar. Inga underarter finns listade i Catalogue of Life.